# Gachang-myeon
Gachang-myeon (koreanska: 가창면, 嘉昌面) är en socken i landskommunen Dalseong-gun i provinsen Daegu, i den centrala delen av Sydkorea, 250 km sydost om huvudstaden Seoul.